# مجموعه‌داری در ایران
مجموعه‌داری در ایران از زمان قاجار، دورهٔ محمد شاه رواج پیدا کرد. میرزا محمود مستوفی آشتیانی (‎۱۲۵۳–۱۳۱۶)، صاحب‌دیوان آشتیانی و از خاندان مستوفیان اولین مجموعه‌دار ایرانی است.

## میرزا محمود مستوفی آشتیانی
میرزا محمود مستوفی آشتیانی به‌واسطهٔ تیرگی رنگ چهره‌اش ملقب به قَره بود. میرزا شفیع پدرش، پسر آغاسی‌بیگ، فرزند آقا محسن، در ابتدا نزد میرزا محمدعلی مایل آشتیانی و میرزا تقی قوام‌الدوله آشتیانی در دستگاه و دارالانشاء عباس میرزا نایب السلطنه به تحقیقات دفتری پرداخت. او به‌زودی دارای منصب و رتبه شد و با محمد شاه از تبریز به تهران آمد و ملقب به صاحب‌دیوان گردید.
او مجموعه‌دار مسکوکات و گوهرسنگ بود و منزلش در بافت قدیمی شهر آشتیان، از نظر معماری و زیباییِ نقوش اکنون به‌تنهایی یک موزه به‌شمار می‌آمد. آن خانه در حال حاضر ویرانه‌ای بیش نیست و فقط سردر آن به جا مانده‌است. میرزا محمود مستوفی هرگاه به عتیقه‌ای دست می‌یافت می‌گفت: «جمادی چند دادم جان خریدم – بحمدالله بسی ارزان خریدم».

## مجموعه‌داری معاصر
مجموعه‌داری تبریزی به نام امین همتی با جمع‌آوری ۲٬۵۰۰ سکه غیر تکراری از ۲۱۵ حکومت و ۱۹۸ کشور توانست رکورد گینس را در ۱۳۹۸ بشکند. وی با جمع‌آوری ۱۲٬۰۰۰ سکه، مدال و ژتون از بزرگترین مجموعه‌داران سکه تاریخ ایران به‌شمار می‌آید.
فریدون نوین فرح بخش از طرف اداره پست ایران به عنوان نماینده و کمیسر به فدراسیون بین‌المللی تمبر معرفی شده بود و این مسئولیت را تا پایان عمر داشت. وی همچنین مؤسس و بنیانگذار انجمن تمبر ایران می‌باشد که به عنوان «پدر تمبر ایران» نیز معروف شد.
اصغر بیچاره بزرگترین آرشیو عکس ایران را در اختیار داشت.